# Вільгельм ван Геннеп
Вільгельм ван Геннеп (нід. Willem van Gennep; д/н — 15 вересня 1362) — церковний і державний діяч Священної Римської імперії, 42-й архієпископ Кельна і 14-й герцог Вестфалії в 1349—1362 роках.

## Життєпис
Походив зі збіднілого графського роду Геннеп з герцогства Лімбург. Володіння розташовувалися в долині річки Маас. Про дату народження і молоді роки обмаль відомостей.
Відомим вже став на посаді секретаря Кельнського архієпископа Вальрама фон Юліха. Згодом стає найближчим радником останнього. Після смерті фон Юліха обирається архієпископом Кельна всупереч волі імператора Карла IV Люксембурга. Втім Вільгельм ван Геннеп здобув підтримку з боку Жана III, герцога Брабанту і Лімбургу (був сеньйором роду ван Геннеп), а потім союзника Брабанту — Філіппа VI, короля Франції. Зрештою законність обрання підтвердив папа римський Климент VI.
1351 року Вільгельм ван Геннеп уклав з Жанном III та його сином-спадкоємцем Готфрідом, містами Кельн й Аахен військово-політичний союз на 10 років. Після цього архієпископ зміг зосередитися на поліпшенні економічного становища Кельнської єпархії та герцогства Вестфальського, що йому швидко вдалося. Також зумів приборкати своїх васалів, що до того почувалися більш самостійно. Разом з тим активно займався зведенням Кельнського собору, роботи за його правління розширилися й пришвидшилися.
Вільгельм ван Геннеп долучився до укладання Золотої булли 1356 року, завдяки чому офіційно отримав статус курфюрста. Помер 1362 року. Поховано в каплиці Хреста Кельнського собору.